# Markiz
Markiz (ali tudi: mejni grof ) (mn. marquises, latinsko marchio ) je plemiški naslov. Po rangu v belgijskem in nizozemskem plemstvu in tudi v angleškem plemstvu je naslov markiz nad grofovskim in pod vojvodskim naslovom. V fevdalizmu, v srednjem veku,  je bil tudi naziv vojaške in upravne funkcije na določenem ozemlju v imenu zemljiškega gospoda. Beseda izhaja iz stare francoske besede marchis, kar pomeni 'vladar obmejnega območja', nato pa izhaja iz francoske besede marche, ki pomeni 'meja'.
Upravo v notranjih območjih Rimskega imperija je upravljal senat, področja, kjer so bili konflikti, pa cesar sam. S tem sta nastali funkciji vojvoda in grofa, vojvoda je upravljal ožje, grof pa mejno območje.

## Zgodovina
Mejni grof je bil posebej zadolžen za nadzor in upravljanje marke, sestavljene iz več grofij ali velikih ozemelj ob mejah imperija. Urad je bil prvič omenjen v 8. stoletju za časa kralja Karla Velikega. Zaradi pomembnega obrambno vojaškega poslanstva in pogosto večjega ozemlja so imeli mejni grofje višji družbeni položaj od grofa. V rangu plemstva so veljali za višji razred.
Od 11. stoletja naprej je ta funkcija in naslov vse pogosteje dedovala, običajno na podlagi dogovorov v zastavnih pogodbah, v praksi pa tudi zato, ker je naslednik dejansko prevzel paket nalog in pravic od pokojnika.
Na ozemlju Nizozemske so bile mejne grofije ustanovljene  za varovanje zahodne meje vzhodnofrankovskega cesarstva:
- mejna grofija Antwerpen je bila priključena vojvodini Brabant
- mejna grofija Ename je bila priključena grofiji Flandriji
- mejna grofija Valencijn je bila priključena grofiji Hainaut.

Za varovanje vzhodnih meja cesarstva sta bili med drugim ustanovljeni mejna grofija Avstrija in mejna grofija Brandenburg.

### Novi vek
V novi dobi je markizat postal ime visokega gospostva. V šestnajstem stoletju je bil dvorec Bergen op Zoom povzdignjen v markizat kot nagrada družini Glymes za njihove storitve gospodu. Leta 1555 je bila posest Walcheren gospoda Veere-škega povzdignjena v markizat Veere kot nagrada Maksimilijana II. Burgundskega za njegove usluge fevdnemu gospodu. Stari pomen grofa z mejno vojsko je izginil. Za markize so razglašali plemiče kot plačilo za usluge ali kot politično dejanje. Ženske so odslej lahko prejele tudi naziv markizinje, kar se je v Franciji redno dogajalo, na primer na dvoru v Versaillesu.
Konec 17. stoletja in v začetku 18. stoletja je Napoleon Bonaparte ustanovil lastno plemstvo: imperijsko. Naziv markiz/mejni grof ni bil vključen (niti ni bil vikont), ker se je Napoleonu ta naslov zdel nesmiseln.

## Markizi v Belgiji in na Nizozemskem
V Belgiji še vedno živi osem družin, ki nosijo naziv markiz, in sicer:
- de Beauffort
- Imperiali
- Van der Noot (kot markiz Asschejski )
- du Parc
- de Radigues
- Ruffo de Bonneval de la Fare
- Trazegnies
- d'Yve

Od odcepitve Belgije leta 1830 je bil med plemiškimi rodbinami na Nizozemskem le en markiz: grof Clancarty iz angleške družine Le Poer Trench, ki nosi nizozemski plemiški naslov ' Marquis van Heusden '.
Kralj (kraljica) Nizozemske je markiz ali markizinja Veere-ška in Vlissingenska.

## Rang v Belgiji in na Nizozemskem
V skladu z odlokom nizozemskega kralja Viljema I. iz leta 1817 lahko markizi nad svojim grbom nosijo markiško krono, sestavljeno iz zlatega prstana z dragimi kamni in petimi listi ali fleuroni na prstanu. Na Nizozemskem in v Belgiji je torej markizov grb prepoznaven po takšni kroni.